# Willem Albert Wagenaar
Willem Albert Wagenaar (Utrecht, 30 juni 1941 - aldaar, 27 april 2011) was een Nederlands psycholoog.
Wagenaar, telg uit een geslacht dat eminente musici en componisten heeft voortgebracht, behaalde in 1965 cum laude zijn doctoraalexamen in experimentele psychologie aan de Universiteit Utrecht onder leiding van prof. dr. J. Linschoten. Daarna werd hij medewerker bij het Instituut voor Zintuigfysiologie TNO te Soesterberg en in 1973 hoofd van de afdeling psychologie. In die jaren legde hij zich vooral toe op simulatie van scheepsbewegingen en publiceerde hij over beslisprocessen. Op 19 januari 1972 promoveerde hij op het proefschrift Sequential response bias. A study on choice and chance aan de Rijksuniversiteit Leiden bij prof. dr. J.P. van de Geer. Van 1973 tot 1974 was hij in een uitwisseling gasthoogleraar aan de Pennsylvania State Universiteit, mede ondersteund door een Fulbright-subsidie. In 1982 werd Wagenaar buitengewoon hoogleraar en in 1985 gewoon hoogleraar psychologische functieleer te Leiden.
Van 1 februari 1997 tot en met 31 januari 2001 was Wagenaar rector magnificus van de Universiteit Leiden, als opvolger van Lammert Leertouwer. Hij werd in deze functie opgevolgd door Douwe Breimer. Na zijn aftreden werd hij door de Universiteit Leiden gedetacheerd bij het NIAS. Hij bleef hoogleraar in de rechtspsychologie aan de Leidse universiteit, maar was ook korte tijd rector van het University College te Utrecht en daarna tot zijn emeritaat universiteitshoogleraar te Utrecht.
Wagenaar was o.a. deskundig op het gebied van de menselijke herinnering. Hij verwierf internationale bekendheid als getuige-deskundige in de rechtszaak tegen John Demjanjuk en in de Eper incestzaak (de zaak-Yolanda van B.).
In juni 2010 werd bij Wagenaar een ernstige ziekte geconstateerd. Door opeenvolgende behandelingen raakte hij ernstig verzwakt en overleed hij in april 2011. Hij liet een artikel voor NRC Handelsblad na dat na zijn dood werd gepubliceerd. Wagenaar stelde dat het persoonsbewijs van John Demjanjuk een overduidelijke vervalsing was en betoogde dat de herkomst van het document onduidelijk is gebleven.

## Publicaties over Willem Wagenaar
- Hans Crombag: 'Willem Albert Wagenaar'. In: Jaarboek van de Maatschappij der Nederlandse Letterkunde te Leiden. 2011-2012, pag. 149-156. Volledige tekst

## Trivia
Wagenaar was een gepassioneerd verzamelaar van toverlantaarns; in zijn huis had hij een theater voor het geven van voorstellingen gebouwd. Ook bezat hij een collectie "beweegbare boeken" van Lothar Meggendorfer, en een aantal zelfgemaakte leporello's. De Meggendorfers liet hij na aan de Bijzondere Collecties van de Universiteit van Amsterdam.
- Bibsys: 90384245
- Bibliothèque nationale de France: cb12278758d (data)
- Digitale Bibliotheek voor de Nederlandse Letteren: wage007
- Gemeinsame Normdatei: 1073936902
- International Standard Name Identifier: 0000 0001 0860 0092
- Library of Congress Control Number: n82108606
- NARCIS: PRS1234902
- Nationale Bibliotheek van Tsjechië: xx0241634
- Nationale Bibliotheek van Israël: 987007271286905171
- Nederlandse Thesaurus van Auteursnamen: 068346662
- Système universitaire de documentation: 031605087
- Virtual International Authority File: 110333145
- WorldCat: E39PBJv8J6rvrttrgvH7GXc3wC